# Буяк Ярослав Євгенович
Яросла́в Євге́нович Буя́к (3 квітня 1964, Тернопіль, УРСР — 30 серпня 2021, Тернопіль, Україна) — український журналіст, редактор, науковець. Член Національної спілки журналістів України.

## Життєпис
1981 року закінчив тернопільську СШ № 14, далі — художню школу та філологічний факультет Тернопільського педінституту (1985). Вчителював, служив у війську. Був першим завідувачем меморіального музею Соломії Крушельницької, що в с. Біла під Тернополем (1988—1989).
У пресі — від 1989 р. У 1990—1991 рр. — провідний журналіст популярної на той час газети «Тернопіль вечірній». Працював головним редактором газети обласної організації УРП «Тернистий шлях» (1992 р.).
Викладав у Тернопільському педінституті на кафедрі української літератури у 1992—1996 рр.
Започаткував і редагував у 1995—2000 рр. журнал «Освітянин» та дитячу газету «П'ятниця».
Один із засновників та співредактор «Тернопільської газети» (1995—1996 рр.)
Працював політичним оглядачем «Вільного життя», заступником редактора «Тернопільської газети», радником голови облдержадміністрації та в прес-службі міської ради, заступником редактора газети «Нова Ера». Друкувався у «Киевском телеграфе».
У 2008 році — головний редактор ділового тижневика «Ваші гроші».
Від 2009 — головний редактор книжкового видавництва «Новий колір».
У 2015—2017 роках — військовослужбовець контрактної служби Збройних Сил України.
26 липня 2021 року зник і не виходив на зв'язок з рідними, помер 28 липня 2021 року за нез'ясованих обставин. Тіло Ярослава було виявлено в місцевому морзі у Тернополі, де, за даними працівників, його зберігали з моменту смерті 26 липня.

## Доробок
Автор численних публіцистичних та наукових публікацій з історії української літератури.